# Nordwestdeutsche Gewerbe- und Industrieausstellung

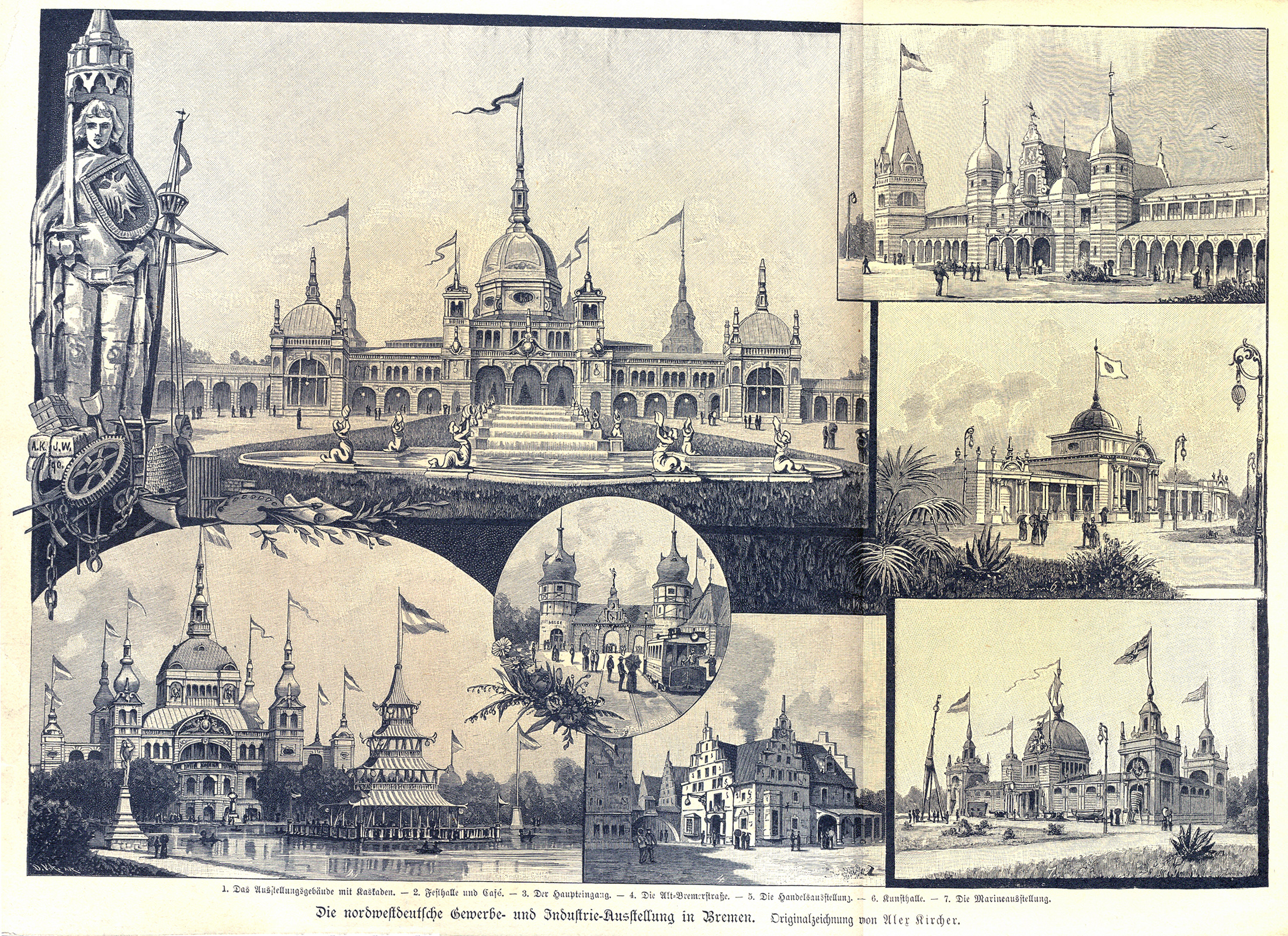
Ansicht verschiedener Bauten der Nordwestdeutschen Gewerbe- und Industrieausstellung 1890 nach einer Zeichnung von Alex Kirchner.

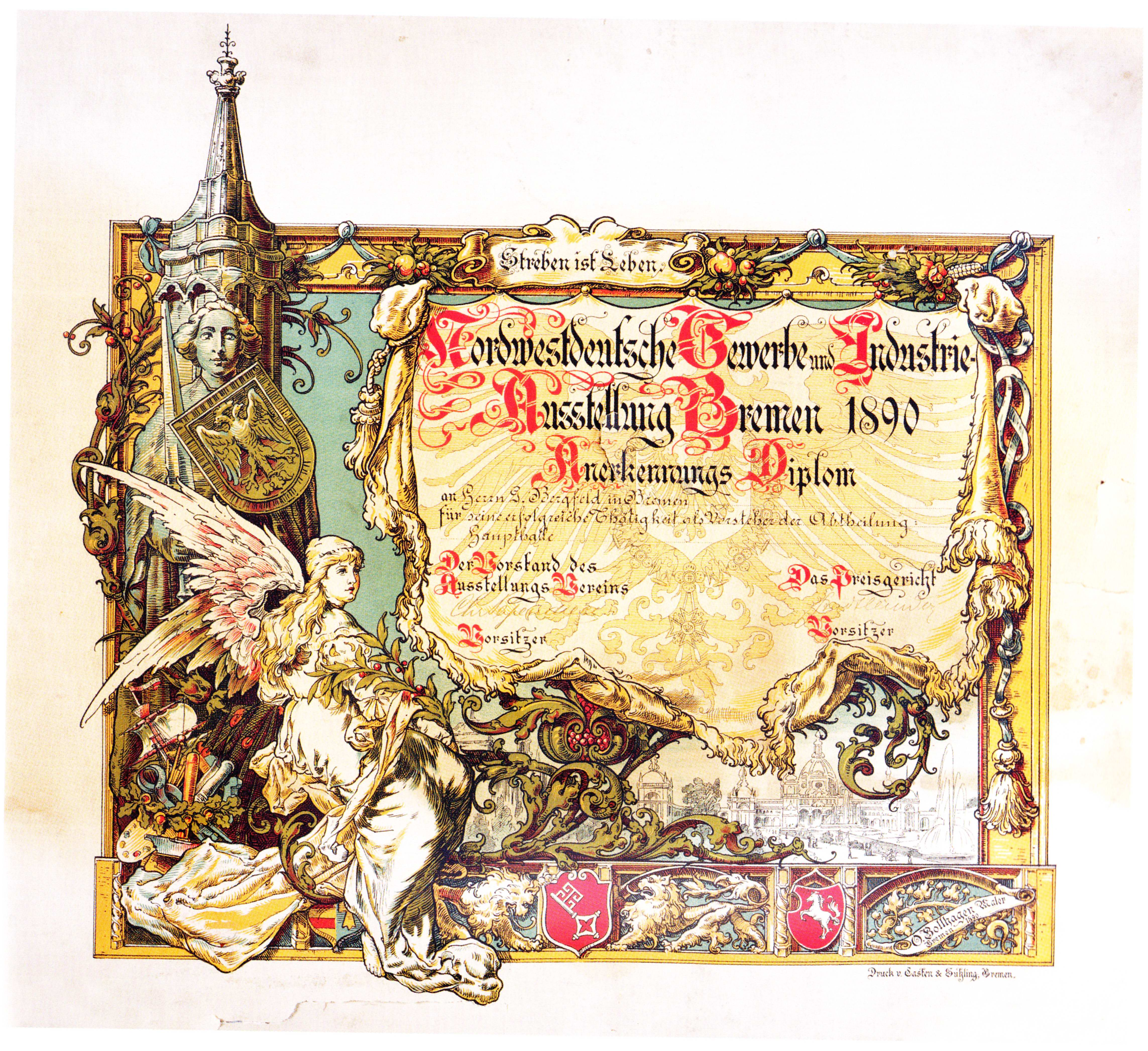
Urkunde der Nordwestdeutschen Gewerbe- und Industrie-Ausstellung Bremen 1890 für einen Aussteller. (Entwurf: Otto Bollhagen).

Die Nordwestdeutsche Gewerbe-, Industrie-, Handels-, Marine-, Hochseefischerei und Kunstausstellung 1890 in Bremen (so der vollständige Name) war eine von der Freien Hansestadt Bremen, dem Großherzogtum Oldenburg und der preußischen Provinz Hannover gemeinsam organisierte Leistungsschau nach Vorbild der Weltausstellungen die sich ab Mitte des 19. Jahrhunderts großer Beliebtheit erfreuten. Die Ausstellung – die größte bis zu diesem Zeitpunkt in Deutschland – wurde am 31. Mai 1890 eröffnet und am 15. Oktober 1890 geschlossen. Die Zahl der Besucher in diesem Zeitraum wird auf 1,2 Millionen geschätzt. 

## Vorgeschichte
Durch den Zollanschluss, die begonnene Weserkorrektion, den Ausbau der Hafenanlagen und den stark wachsenden Kolonial- und Überseehandel erlebte Bremen Ende des 19. Jahrhunderts ein einzigartiges wirtschaftliches und städtebauliches Wachstum, das mit einer Welle deutschnationaler Euphorie einherging. In diesem allgemeinen Klima des Optimismus und Fortschrittsglaubens wurden erste Pläne zu einer großen Gewerbe- und Industrieschau aus dem Jahre 1876 wieder aufgenommen und unter Leitung des Kaufmanns und ehemaligen Präsidenten der Bremer Handelskammer Christoph Hellwig Papendieck ab 1888 durch eine private Initiative mit weitreichender Unterstützung des Bremer Senats in die Tat umgesetzt. Ein wichtiger Förderer war der Brauereibesitzer Lambert Leisewitz.

## Ziel der Ausstellung
Ziel der Leistungsschau war es, die Bedeutung Bremens und des Nordwestens insgesamt für das Deutsche Reich deutlich zu machen und den raschen wirtschaftlichen Aufschwung und technologischen Fortschritt der Region zu dokumentieren und zu mehren, oder wie die Weser-Zeitung anlässlich der Ausstellungseröffnung schrieb:

„Dreiteilig ist die Ursache der Ausstellung, die wiederum eine Eigentümlichkeit unseres Zeitalters bilden: der Wunsch zu zeigen, was man kann, und Freunde und Abnehmer dafür zu finden; der Wunsch zu lernen, was man noch nicht kann, aber können möchte und müßte; endlich der Wunsch, das reiche Angebot der Erzeugnisse so vieler Fachmänner und ihren Wettstreit zu sehen, um es für die Deckung des eigenen Bedarf nutzbar zu machen.“

## Die Ausstellung

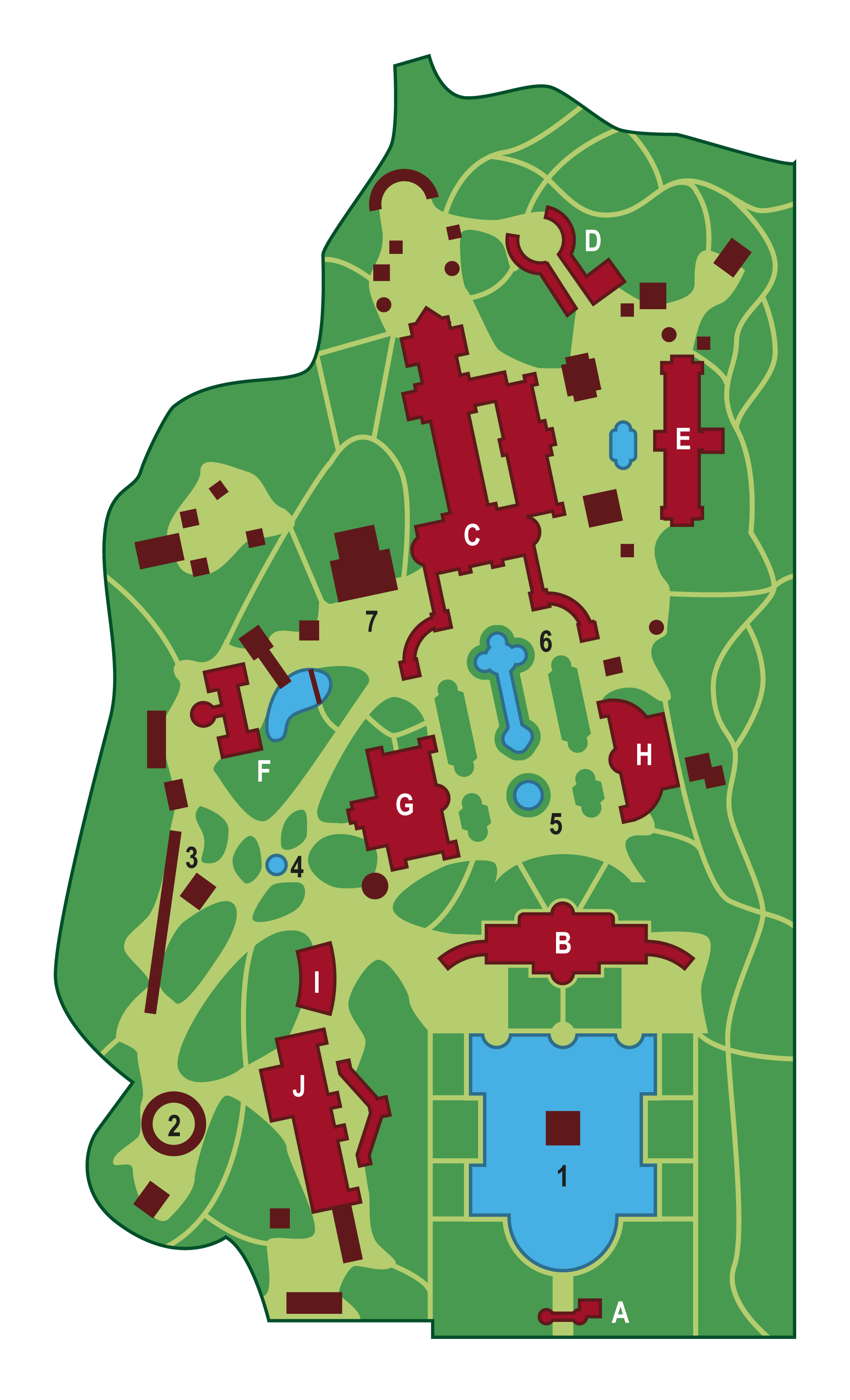
Übersichtsplan der Nordwestdeutschen Gewerbe- und Industrieausstellung 1890:
A) Haupteingang / Alt-Bremer Tor,
B) Parkhaus / Festhalle,
C) Hauptausstellung,
D) Alt-Bremer Marktstraße,
E) Handelsausstellung,
F) Gartenbauausstellung,
G) Marine- und Hochseefischereiausstellung,
H) Kunstausstellung,
I) Architektur- und Ingenieurausstellung,
J) Maschinenhalle.
1) Hollersee mit Pagode,
2) Fesselballon,
3) Berg- und Talbahn,
4) Marcusbrunnen,
5) Fontaine,
6) Kaskaden,
7) Theater

Die Ausstellung erstrecke sich auf einer Gesamtfläche von 37,5 ha (375.000 m2), die der Bremer Bürgerpark zur Verfügung stellte und nahm somit den recht beachtlichen Umfang von zwei Dritteln des Areals der Pariser Weltausstellung von 1889 ein.
Den Hauptzugang zum Ausstellungsgelände bildet ein Nachbau eines alten Bremer Stadttores (des Ostertors). Eine eigens für die Ausstellung eingerichtete elektrische Straßenbahnlinie verband die Ausstellung mit dem Hauptbahnhof und der Innenstadt.
Die Hauptgebäude des Ausstellungsgeländes (die sechs Ausstellungshallen und die große Festhalle) wurden unter der Leitung des Architekten Johann Georg Poppe in nur sieben Monaten für ca. 500.000 Mark in einem stark historisierenden Stil mit Barock- und Renaissanceanleihen errichtet. Bis auf die Festhalle (das spätere Parkhaus) mit seiner großen Kuppel waren alle Gebäude aus Holz gebaut. Hinzu kamen zahlreiche Firmenpavillons, Restaurationsbetriebe und Nebengebäude, die sich über das gesamte Ausstellungsgebäude verteilten.
Die Gesamtausstellung unterteilte sich in 21 Ausstellungsgruppen, die unterschiedlichste wissenschaftliche, industrielle, gewerbliche aber auch künstlerische Themen zum Inhalt hatten – so gab es z. B. eine Maschinenhalle mit neuesten Petroleummotoren, sowie eine Gartenbauhalle mit einer Schau prämierter hochstämmiger Rosen.
Neben den eigentlichen Produkt- und Leistungsschauen bot die Ausstellung verschiedene Vergnügungsangebote und Attraktionen: eine Berg- und Talbahn, einen Irrgarten, einen Fesselballon, Wasserkaskaden, ein Bootshaus in Form einer Pagode auf dem Hollersee, sowie den Nachbau eines mittelalterlichen Bremer Straßenzuges mit Handwerks- und Restaurationsbetrieben. Das Programm der Ausstellung verzeichnete Besuche von Würdenträgern aus dem In- und Ausland, Konzerte, Theateraufführungen, Illuminationen, Feuerwerke, eine Lotterie und die Verleihung von Ehrendiplomen und Medaillen für herausragende Exponate.
Erhalten blieb das dann umgesetzte Brunnendenkmal Siegfried der Drachentöter vom Bildhauer Constantin Dausch.

### Die Festhalle / Das Parkhaus
Die Festhalle am Hollersee war der monumentalste Bau des Ausstellungsgeländes. Sie wurde als Restaurant, für Bankette, Konzerte und andere festliche Veranstaltungen genutzt. Während nahezu alle Bauten nach Ende der Ausstellung im Oktober 1890 wieder abgerissen wurden, blieb die Festhalle als Parkhaus erhalten, wurde jedoch 1907 durch einen Großbrand zerstört. Heute steht an gleicher Stelle das Parkhotel.

### Die Handels- und Kolonialausstellung
Ein besonderer Stellenwert unter den verschiedenen Einzelausstellungen kam der Kolonial- und Handelsausstellung zu, sowohl in Bezug auf die Art, wie auf die Präsentation ihrer Exponate. Ziel war eine Schau, die über die reine Ansammlung von Handelsprodukten früherer Ausstellungen hinausging. Die Waren wurden daher im Kontext ihrer Herkunft und Herstellung präsentiert, ergänzt durch Panoramen, Modelle, Tiere, Pflanzen, Arbeitsgeräte usw. Für zusätzliche Authentizität sorgten Auftritte von Menschen aus den entsprechenden Regionen.
Das große Publikumsinteresse an dieser Ausstellung führte zu einer Verlängerung der Schau über das Ende der Nordwestdeutschen Gewerbe- und Industrieausstellung hinaus. Es folgt die Bildung eines Fördervereins zur Errichtung eines Handelsmuseums, die schließlich zur Entstehung eines Städtischen Museums für Natur-, Völker- und Handelskunde, dem heutigen Überseemuseum, führte.

### Engelhardt & Biermann Pavillon / Waldbühne

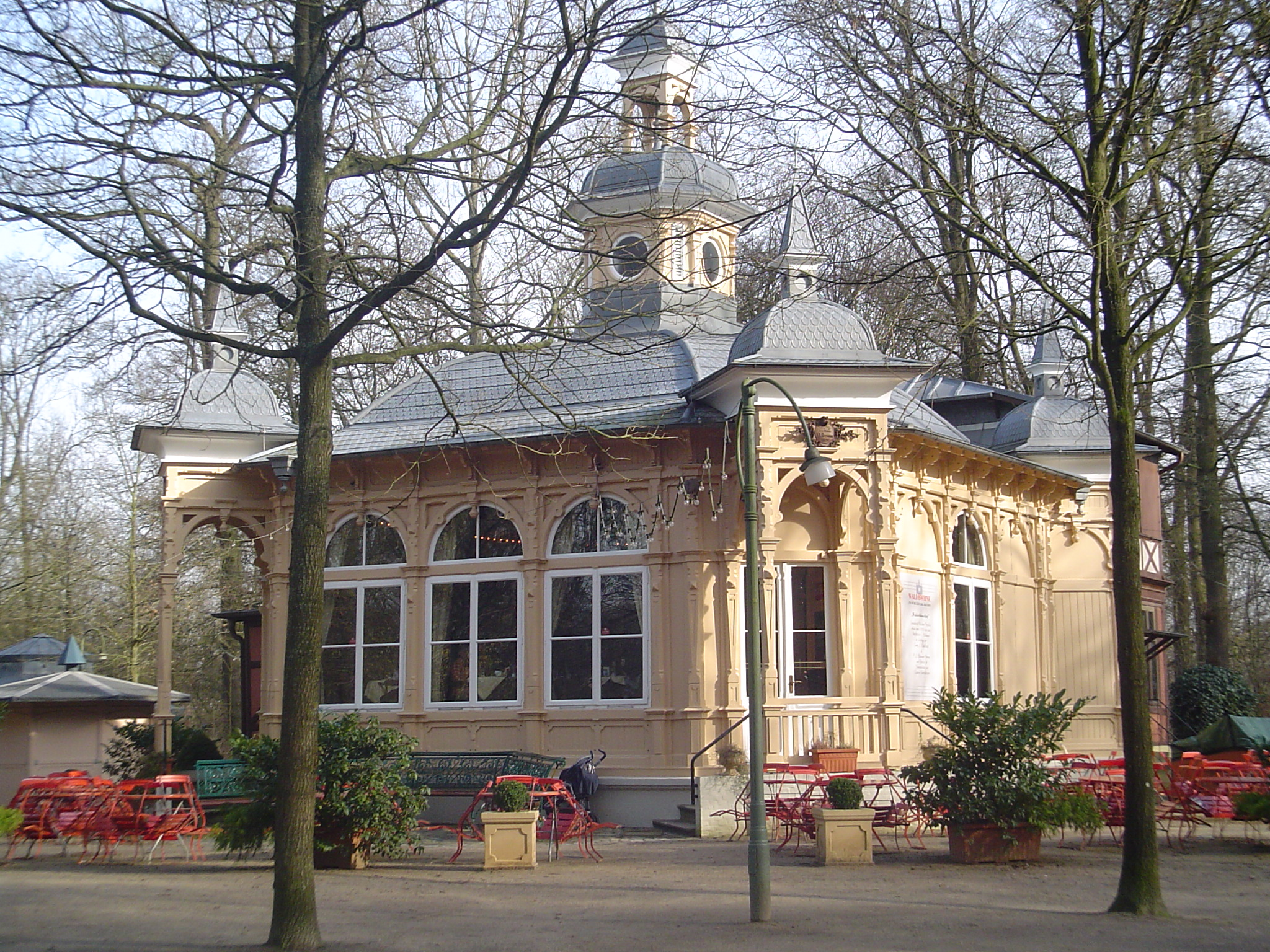
Die Waldbühne im Bremer Bürgerpark

Das letzte, heute noch erhaltene Gebäude des Ausstellungsgeländes ist der ehemalige Pavillon der Bremer Zigarrenfirma Engelhardt & Biermann, entworfen nach Plänen des Architekten Carl Bollmann. Das hölzerne Gebäude wurde mit Ende der Ausstellung zunächst abgebaut, um dann an der Grenze des Bürgerparks zum Stadtwald wieder errichtet zu werden, wo es seit 1891 unter dem Namen Waldschlösschen – und später Waldbühne – als Restaurationsbetrieb mit Biergarten betrieben wird.

### Elektrische Straßenbahn

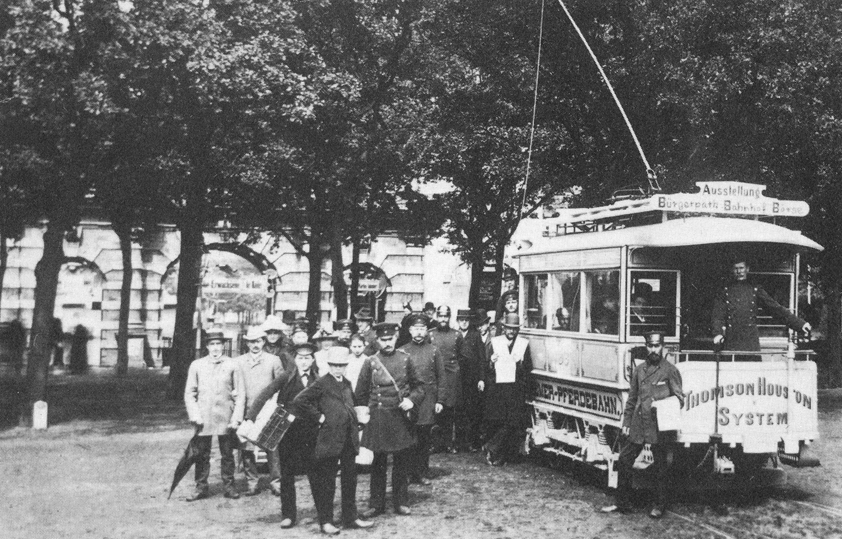
Die erste elektrische Straßenbahn Bremens

Hervorzuheben in Zusammenhang mit der Nordwestdeutschen Gewerbe- und Industrieausstellung ist noch die erste Straßenbahnlinie mit einpoliger Oberleitung in Europa, die anlässlich der Ausstellung von der Bremer Pferdebahn AG in Zusammenarbeit mit der Thomson-Houston Electric Company aus Boston eingerichtet wurde. Die 2,3 km lange Strecke verband den Haupteingang des Ausstellungsgeländes am Hollersee mit dem Hauptbahnhof und der Bremer Börse am Marktplatz im Stadtzentrum. Dank des erfolgreichen Demonstrationbetriebes dieser neuen Technik erhielt die Bremer Pferdebahn nach Ende der Ausstellung eine Konzession zur Elektrifizierung des gesamten Bremer Netzes und nannte sich ab 1891 Bremer Straßenbahn AG.

## Die zweite Gewerbe- und Industrieausstellung
1913 wurde mit Planungen zu einer weiteren Gewerbe- und Industrieausstellung in Bremen begonnen, die mit Ausbruch des Ersten Weltkriegs 1914 jedoch fallen gelassen wurden.